# Lion-en-Beauce
Lion-en-Beauce é uma comuna francesa na região administrativa do Centro, no departamento Loiret. Estende-se por uma área de 6,93 km². Em 2010 a comuna tinha 140 habitantes (densidade: 20,2 hab./km²).